# Stanisław Janik (organmistrz)

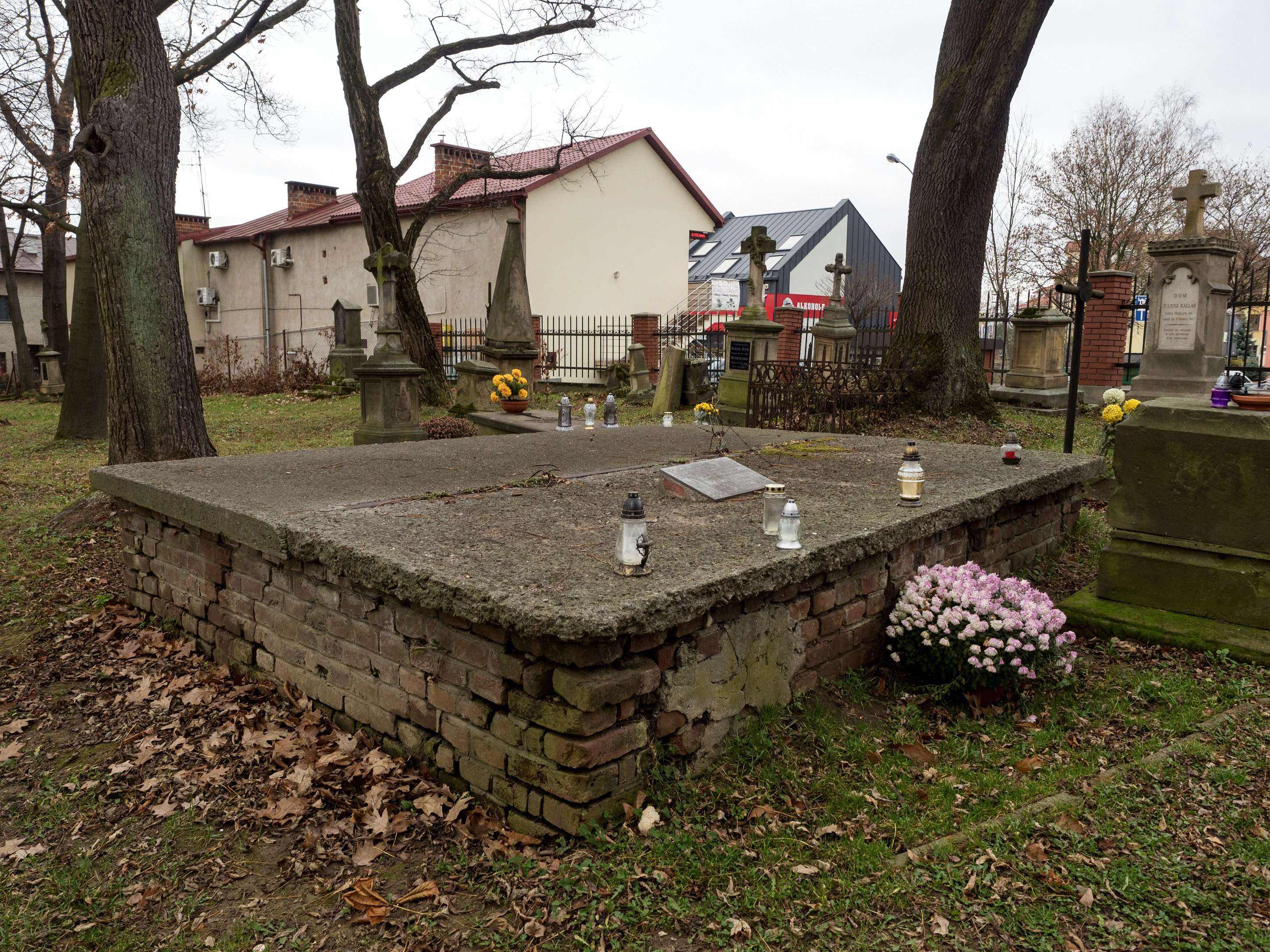
Grobowiec na Starym Cmentarzu w Krośnie

Stanisław Janik (ur. 27 kwietnia 1838 w Krośnie, zm. 21 listopada 1916 tamże) – polski organmistrz epoki romantyzmu i późnego romantyzmu, rzeźbiarz, stolarz i snycerz. Wiceburmistrz Krosna w latach 1896–1903, wcześniej wieloletni pracownik i członek zarządu (asesor) Urzędu Miasta Krosna w latach 1890–1895; współzałożyciel i naczelnik jednostki Straży Pożarnej (wówczas Ochotniczej Straży Ogniowej) w Krośnie od 1889.  

## Życiorys
Przyszedł na świat w 1838 jako syn Jędrzeja i Katarzyny z Widziszewskich. Prowadził zakład stolarski i pracownię organmistrzowską w Krośnie, która była jedną z prężniejszych na terenie ówczesnej Galicji (ustępowała tylko lwowskiej – prowadzonej przez Jana Śliwińskiego). Jednym z jego najwybitniejszych uczniów był Tomasz Fall, który od 1877 jako czeladnik podjął zatrudnienie w pracowni Stanisława Janika. Tam też zdobył tytuł majstra. Był wieloletnim pracownikiem Urzędu Miasta Krosna (od 1878), a następnie członkiem zarządu (asesorem) w krośnieńskim magistracie w latach 1890–1895 (m.in. za kadencji Modesta Humieckiego) oraz wiceburmistrzem Krosna w latach 1896–1903 (za kadencji Feliksa Czajkowskiego), kiedy to ukończył 65 lat i przeszedł na emeryturę. Po erygowaniu Ochotniczej Straży Ogniowej w Krośnie w 1889 został jej pierwszym naczelnikiem. Piastował także funkcję przewodniczącego krośnieńskiego Wielkiego Cechu Rzemiosła. Brał aktywny udział w działalności towarzystwa zawodowego organmistrzów. W 1898 uczestniczył w zjeździe organmistrzów Galicji zorganizowanym przez prof. Rudolfa Schwarza w sali Galicyjskiego Towarzystwa Muzycznego we Lwowie. W latach 1906–1910 mieszkał w Krakowie (przy ul. Lubicz 38). 
Był dwukrotnie żonaty: z Katarzyną Kulikowską (zmarła przedwcześnie) i Zofią Laskowską (wdowa po Franciszku Gieckiewiczu). Zmarł w 1916 w Krośnie, mając 78 lat i spoczął na miejscowym Starym Cmentarzu. 

## Dzieła

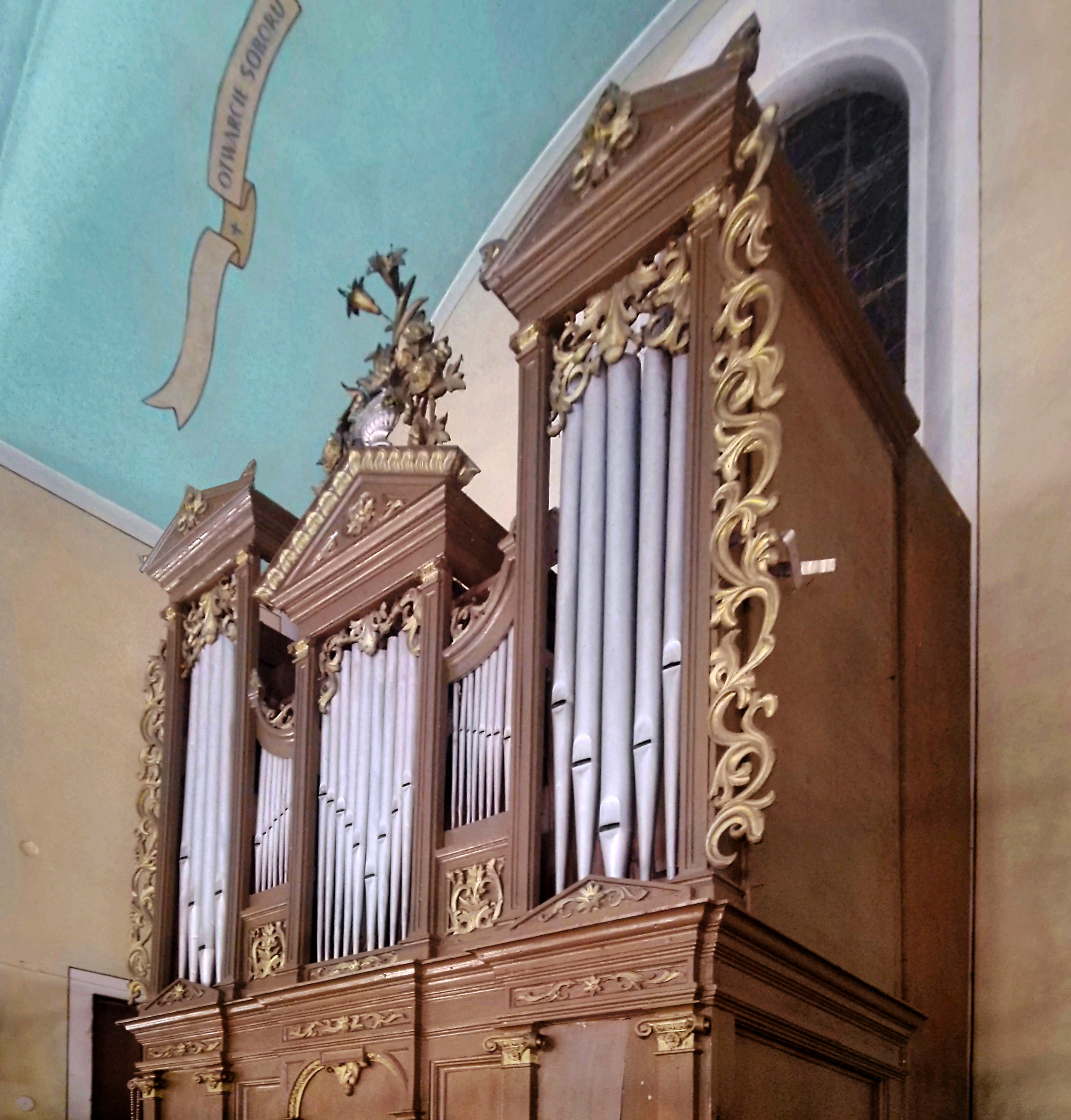
Organy w kościele w Bączalu Dolnym wykonane przy współpracy z Tomaszem Fallem, 1879

Był twórcą kilkudziesięciu instrumentów organowych. Do czasów współczesnych zachowały się m.in.:
- organy w kościele św. Michała Archanioła w Binarowej (zbudowane w 1865)[12],
- organy w kościele Imienia Maryi w Bączalu Dolnym (zbudowane we współpracy z Tomaszem Fallem w 1879)[13],
- organy w kościele NMP Królowej Polski w Ostrowie[14],
- organy w kościele MB Nieustającej Pomocy w Buczu (w 1959 przeniesione z Jadowników)[15],
- organy w kościele św. Michała Archanioła w Klimkówce[16],
- organy w kościele św. Małgorzaty w Raciborowicach (zbudowane w 1887)[17],
- organy w kościele Opatrzności Bożej w Trzebosi (zbudowane w 1887)[18],
- organy z kościele św. Magdaleny w Brzyskach (zbudowane około 1895).

Ponadto wykonał także:
- nastawę ołtarza głównego w kościele kapucyńskim Podwyższenia Krzyża Świętego w Krośnie (wspólnie z Romualdem Łapczyńskim z Krakowa, 1879)[19],
- ołtarze boczne w kościele kapucyńskim Podwyższenia Krzyża Świętego w Krośnie (1899)[20],
- dekoracje snycerskie i prace stolarskie w drewnianym kościele św. Wojciecha w Krośnie.